# Antonio Ferres
Antonio Ferres Bugeda (Madrid, 1 de març de 1924 - 11 d'abril de 2020) va ser un escriptor, assagista, novel·lista, poeta i professor universitari espanyol.
Ferres va ser un dels autors més emblemàtics del realisme de mitjan segle xx. Va publicar 29 llibres i un dels més icònics va ser La piqueta, la seva primera novel·la, que es va convertir en un símbol de la injustícia i la contenció durant els anys de postguerra i el franquisme. Ferres va escriure La piqueta quan tenia 35 anys i la novel·la és un dels títols més representatius de l'anomenada novel·la social de postguerra. La novel·la, escrita en 1959, quan el seu autor tenia trenta-cinc anys, gira al voltant del drama i l'angoixa que pateix una família de barri madrileny d'Orcasitas, situat al districte d'Usera, al viure amb l'amenaça que la seva casa sigui enderrocada per una ordre municipal. Tot i que moltes de les seves obres van patir els efectes de la censura, a La piqueta Ferres utilitzava una simbologia oculta i un llenguatge que no explicitava que els seus personatges havien sigut víctimes d'una guerra. Això va permetre que la novel·la es publiqués en ple franquisme i que Ferres fos considerat un dels principals autors de la seva generació.
Ferres va exercir a diverses universitats dels Estats Units i de Mèxic, on ensenyava teoria de la literatura. La seva activitat política li va costar un doble exili: primer, amb trenta anys, va haver de fugir a França i després se'n va haver d'anar als Estats Units, a Mèxic i al Senegal. Abans de marxar d'Espanya va publicar Caminando por Las Hurdes (1960) amb Armando López Salinas, un llibre que va aconseguir una forta popularitat i que es va traduir a diversos idiomes. Ferres també és autor de Con las manos vacías (1964), guardonat amb el premi Ciutat de Barcelona, i del llibre de viatges Tierra de olivos (1964). L'escriptor, que va tornar a Espanya el 1976, formava part de l'anomenada generació dels 50 juntament amb autors com Juan García Hortelano, Rafael Sánchez Ferlosio, Carmen Martín Gaite, Luis Martín Santos i Ana María Matute, entre d'altres.
A més de novel·lista, l'escriptor va destacar com a contista des de la seva joventut. El 1956 va obtenir el Premi Sésamo pel seu conte "Cinema de barri", i en 1971 va ser antologat per Félix Grande en 22 narradores españoles de hoy. La seva última aportació al gènere va ser el 2018 el llibre El color amaranto. Cuentos reunidos, editat també per Gadir.
Ferres va ser un escriptor prolífic que a partir del 1997 va començar a publicar poesia sense abandonar la narrativa i que va seguir creant fins al final del seu temps. El 2010 va publicar París y otras ciudades encontradas, un poemari que mostra la seva fascinació pels viatges, i el 2017 va escriure juntament amb Gloria Fernández Sánchez Madrid revisitado. El mateix any també va aparéixer El color amaranto, un volum amb els contes complets de l'escriptor.